# Jouons à la maison
Jouons à la maison est un jeu télévisé français, présenté par Alex Goude et diffusé sur France 3 en raison de l'épidémie du Covid-19.

## Diffusion
Du 18 avril 2020 au 31 mai 2020, l'émission est diffusée le samedi de 20 h 5 à 21 h et le dimanche de 20 h 30 à 21 h. 
Du 1er juin 2020 au 20 juin 2020, l'émission est diffusée du dimanche au vendredi de 20 h 30 à 21 h et le samedi de 20 h 5 à 21 h.
Du 22 juin 2020 au 27 juin 2020, l'émission est diffusée du lundi au samedi de 20 h 5 à 21 h.
Du 29 juin 2020 au 7 août 2020, l'émission est diffusée en semaine de 20 h 45 à 21 h (mais avec 3 candidats pour cause de temps : 16 min de diffusion).
Du 4 juillet 2020 au 9 août 2020, l'émission est diffusée le week-end de 20 h 5 à 21 h, en absence de Stade 2 les dimanches durant les vacances d'été.
du 15 août 2020 au 20 février 2021, l'émission est diffusée le samedi de 20h05 à 20h30.

## Règles[1]

### 1remanche:Jouons à la maison à 4
Cette manche n'était plus jouée du 29 juin 2020 au 7 août 2020 en semaine car 3 candidats au lieu 4 jouaient.
Les candidats doivent répondre à 3 questions posées aux français. Ces questions ont 2 possibilités de réponse.
À chaque bonne réponse, de l'argent est ajouté dans la cagnotte de chaque candidat (50 € à la 1re question, 150 € à la 2e et 300 € à la 3e).
À la fin de la manche, le candidat ayant la plus petite cagnotte est éliminé.

### 2emanche:Jouons à la maison à 3
Les candidats doivent répondre à 3 questions posées aux français. Ces questions ont 3 possibilités de réponse.
À chaque bonne réponse, de l'argent est ajouté dans la cagnotte de chaque candidat (400 € à la 1re question, 500 € à la 2e et 600 € à la 3e).
La valeur des questions changeait du 29 juin 2020 au 7 août 2020 en semaine (400 € à la 1re question, 700 € à la 2e et 900 € à la 3e).
À la fin de la manche, le candidat ayant la plus petite cagnotte est éliminée.

### 3emanche:Jouons à la maison à 2
Les candidats doivent répondre à 2 questions posées aux français. Ces questions ont 4 possibilités de réponse.
À chaque bonne réponse, de l'argent est ajouté dans la cagnotte de chaque candidat (1 000 € à la 1re question et 2 000 € à la 2e).
À la fin de la manche, le candidat ayant la plus petite cagnotte est éliminée.

### 4emanche:Jouons à la maison: la finale
Le candidat toujours en lice gagne, dans tous les cas, un cadeau.
Une question est posée. Le candidat doit sélectionner une des 4 possibilités de réponse.
S'il répond correctement, il remporte la cagnotte récoltée lors des 3 manches précédentes. S'il répond mal, il repart sans argent.

### En cas d'égalité:Jouons à la maison: top départ
Si les deux, trois ou quatre candidats sont égalités à la somme lors de la première manche, deux ou trois candidats lors de la deuxième manche et deux candidats lors de la troisième manche, il s'agit d'un "Top Départ". L'animateur demande de trouver un objet, par exemple : une ampoule. Les candidats doivent trouver l'objet et le montrer en visioconférence après s'être assis. Le dernier candidat qui ne s'assoit pas ou ne trouve pas l'objet que l'animateur a demandé de choisir, est éliminé dans cette manche.
Le mardi 30 juin 2020, les 2 candidats ont eu la somme maximale ex æquo de 5 000 € (soit 10 000 € en additionnant la somme maximale pour les 2 candidats).
Le dimanche 2 août 2020 et le samedi 8 août 2020, les 4 candidats ont eu la somme maximale ex æquo de 500 € (soit 2 000 € en additionnant la somme maximale pour les 4 candidats).
Le mercredi 5 août 2020, les 3 candidats ont eu la somme maximale ex æquo de 2 000 € (soit 6 000 € en additionnant la somme maximale pour les 3 candidats).

## Gagnants à5 000€
À ce jour, 11 candidats ont remporté la somme maximale de 5 000 €  :
Claire, habitante de Le Robert en Martinique (territoire d'outre mer) a été candidate le mardi 16 juin 2020. La question finale était "Selon les Français, quand on tape sur un clavier d'ordinateur, quelle touche utilise-t-on le plus ?". 47 % des personnes interrogées avaient répondu, comme Claire, la "barre espace". Elle a donc remporté 5 000 €.
Thierry, habitant de Longueau dans la Somme (80), a été candidat le mardi 30 juin 2020. La question finale était "De quel outil de bricolage les Français se servent-ils le plus souvent dans une année ?". 84 % des personnes interrogées avaient répondu, comme Thierry, "le tournevis". Il a donc remporté 5 000 €.
Sabrina, habitante de Castelnau-le-Lez dans l'Hérault (34), a été candidate le dimanche 5 juillet 2020. La question finale était "Traditionnellement quelle fête a lieu le plus tard dans l'année ?". 43 % des personnes interrogées avaient répondu, comme Sabrina, "la fête de la musique". Elle a donc remporté 5 000 €.
Alicia, habitante de St-Cyr-l'École dans les Yvelines (78), a été candidate le lundi 27 juillet 2020. La question finale était "Pour quels travaux les français font-ils appel à une aide extérieure ?". 62 % des personnes interrogées avaient répondu, comme Alicia, "poser du carrelage". Elle a donc remporté 5 000 €.
Anne-Sophie, habitante d'Aurillac dans le Cantal (15), a été candidate le dimanche 2 août 2020. La question finale était "Au début d'un SMS, quel petit mot les Français utilisent-ils le plus ?". 46 % des personnes interrogées avaient répondu, comme Anne-Sophie, "Coucou". Elle a donc remporté 5 000 €.
Hélène, habitante de Wattrelos dans le Nord (59), a été candidate le lundi 3 août 2020. La question finale était "Selon les Français, le plus, combien de fois éternue-t-on à la suite ?". 43 % des personnes interrogées avaient répondu, comme Hélène, "2 fois". Elle a donc remporté 5 000 €.
Marine, habitante de Louhans en Saône-et-Loire (71), a été candidate le mercredi 5 août 2020. La question finale était "Qu'est-ce que les Français mettent le moins au lave-vaisselle ?". 33 % des personnes interrogées avaient répondu, comme Marine, "les poêles". Elle a donc remporté 5 000 €.
Cédric, habitant de Viarmes dans le Val-d'Oise (95), a été candidat le dimanche 9 août 2020. La question finale était "De quel sport un homme aimerait-il être champion ?". 38 % des personnes interrogées avaient répondu, comme Cédric, "le football". Il a donc remporté 5 000 €.
Audrey, habitante de Ollioules dans le Var (83), a été candidate le samedi 12 septembre 2020. La question finale était "Quel est le parfum de dentifrice préféré des Français ?". 72 % des personnes interrogées avaient répondu, comme Audrey, "Menthe". Elle a donc remporté 5 000 €.
Aubin, habitant de Tours en Indre-et-Loire, a été candidat le samedi 31 octobre 2020. La question finale était "Concernant leur voiture, de quelle option les Français ne pourraient se passer ?". 66 % des personnes interrogées avaient répondu, comme Aubin, "La climatisation". Elle a donc remporté 5 000 €.
le samedi 13 février 2021 une candidate à gagner 5 000 €

## Audiences

### Week-end
| Jour et horaire de diffusion            | Audience moyenne          | Audience moyenne |
| Jour et horaire de diffusion            | Nombre de téléspectateurs | PDM              |
| --------------------------------------- | ------------------------- | ---------------- |
| Samedi 18 avril 2020 (20 h 30 - 21 h)   | 845 000                   | 3,1 %            |
| Samedi 25 avril 2020 (20 h 05 - 21 h)   | 882 000                   | 3,6 %            |
| Samedi 25 avril 2020 (20 h 05 - 21 h)   | 1 250 000                 | 5,9 %            |
| Dimanche 26 avril 2020 (20 h 30 - 21 h) | 983 000                   | 3,7 %            |
| Samedi 2 mai 2020 (20 h 05 - 21 h)      | 776 000                   | 3 %              |
| Samedi 2 mai 2020 (20 h 05 - 21 h)      | 1 290 000                 | 4,8 %            |
| Dimanche 3 mai 2020 (20 h 30 - 21 h)    | 1 430 000                 | 5,2 %            |
| Samedi 9 mai 2020 (20 h 05 - 21 h)      | 756 000                   | 3,2 %            |
| Samedi 9 mai 2020 (20 h 05 - 21 h)      | 1 310 000                 | 5,3 %            |
| Dimanche 10 mai 2020 (20 h 30 - 21 h)   | 1 070 000                 | 4 %              |
| Samedi 16 mai 2020 (20 h 05 - 21 h)     |                           |                  |
|                                         |                           |                  |
| Dimanche 17 mai 2020 (20 h 30 - 21 h)   |                           |                  |
| Samedi 23 mai 2020 (20 h 05 - 21 h)     |                           |                  |
|                                         |                           |                  |
| Dimanche 24 mai 2020 (20 h 30 - 21 h)   |                           |                  |
| Samedi 30 mai 2020 (20 h 05 - 21 h)     |                           |                  |
|                                         |                           |                  |
| Dimanche 31 mai 2020 (20 h 30 - 21 h)   |                           |                  |

### Semaine
| Chaîne   | Semaine | Épisode no | Jour et horaire de diffusion             | Audience moyenne          | Audience moyenne | Classement (de la TNT) | Comparaison     | Réf.   |
| Chaîne   | Semaine | Épisode no | Jour et horaire de diffusion             | Nombre de téléspectateurs | PDM              | Classement (de la TNT) | Comparaison     | Réf.   |
| -------- | ------- | ---------- | ---------------------------------------- | ------------------------- | ---------------- | ---------------------- | --------------- | ------ |
| France 3 | 8       | 20         | Lundi 1er juin 2020 (20 h 40-21 h)       | 927 000                   | 4 %              | 3e                     | ~Ref.           | [ 14 ] |
| France 3 | 8       | 21         | Mardi 2 juin 2020 (20 h 40-21 h)         | 995 000                   | 4,4 %            | 3e                     | en augmentation | [ 15 ] |
| France 3 | 8       | 22         | Mercredi 3 juin 2020 (20 h 40-21 h)      | 999 000                   | 4 %              | 4e                     | en diminution   | [ 16 ] |
| France 3 | 8       | 23         | Jeudi 4 juin 2020 (20 h 40-21 h)         | 1 290 000                 | 5,2 %            | 3e                     | en augmentation | [ 17 ] |
| France 3 | 8       | 24         | Vendredi 5 juin 2020 (20 h 40-21 h)      | 1 040 000                 | 4,3 %            | 3e                     | en diminution   | [ 18 ] |
| France 3 | Moyenne | Moyenne    | Moyenne                                  | 1 050 200                 | 4,38 %           | 3e                     | ~Réf.           |        |
| France 3 | 9       | 28         | Lundi 8 juin 2020 (20 h 40-21 h)         | 1 260 000                 | 5 %              | 4e                     | en augmentation | [ 19 ] |
| France 3 | 9       | 29         | Mardi 9 juin 2020 (20 h 40-21 h)         | 1 200 000                 | 4,8 %            | 3e                     | en diminution   | [ 20 ] |
| France 3 | 9       | 30         | Mercredi 10 juin 2020 (20 h 40-21 h)     | 1 070 000                 | 4,2 %            | 4e                     | en diminution   | [ 21 ] |
| France 3 | 9       | 31         | Jeudi 11 juin 2020 (20 h 40-21 h)        | 1 260 000                 | 5 %              | 4e                     | en augmentation | [ 22 ] |
| France 3 | 9       | 32         | Vendredi 12 juin 2020 (20 h 40-21 h)     | 1 080 000                 | 4,7 %            | 3e                     | en diminution   | [ 23 ] |
| France 3 | Moyenne | Moyenne    | Moyenne                                  | 1 174 000                 | 4,74 %           | 3e                     | en augmentation |        |
| France 3 | 10      | 36         | Lundi 15 juin 2020 (20 h 40-21 h)        | 1 150 000                 | 4,5 %            | 4e                     | en diminution   | [ 24 ] |
| France 3 | 10      | 37         | Mardi 16 juin 2020 (20 h 40-21 h)        | 1 290 000                 | 5,2 %            | 4e                     | en augmentation | [ 25 ] |
| France 3 | 10      | 38         | Mercredi 17 juin 2020 (20 h 40-21 h)     | 1 050 000                 | 5,2 %            | 4e                     | Stable          | [ 26 ] |
| France 3 | 10      | 39         | Jeudi 18 juin 2020 (20 h 40-21 h)        | 1 290 000                 | 5,4 %            | 4e                     | en augmentation | [ 27 ] |
| France 3 | 10      | 40         | Vendredi 19 juin 2020 (20 h 40-21 h)     | 1 360 000                 | 6,3 %            | 3e                     | en augmentation | [ 28 ] |
| France 3 | Moyenne | Moyenne    | Moyenne                                  | 1 228 000                 | 5,32 %           | 3e                     | en augmentation |        |
| France 3 | 11      | 44         | Lundi 22 juin 2020 (20 h 05-20 h 40)     | 907 000                   | 4 %              | 3e                     | en diminution   | [ 29 ] |
| France 3 | 11      | 45         | Lundi 22 juin 2020 (20 h 40-21 h)        | 1 200 000                 | 5,2 %            | 3e                     | en diminution   | [ 29 ] |
| France 3 | 11      | 46         | Mardi 23 juin 2020 (20 h 05-20 h 40)     | 861 000                   | 4,1 %            | 3e                     | en augmentation | [ 30 ] |
| France 3 | 11      | 47         | Mardi 23 juin 2020 (20 h 40-21 h)        | 1 320 000                 | 6 %              | 3e                     | en augmentation | [ 30 ] |
| France 3 | 11      | 48         | Mercredi 24 juin 2020 (20 h 05-20 h 40)  | 788 000                   | 3,8 %            | 3e                     | en diminution   | [ 31 ] |
| France 3 | 11      | 49         | Mercredi 24 juin 2020 (20 h 40-21 h)     | 1 160 000                 | 5,4 %            | 3e                     | en diminution   | [ 31 ] |
| France 3 | 11      | 50         | Jeudi 25 juin 2020 (20 h 05-20 h 40)     | 760 000                   | 3,7 %            | 3e                     | en augmentation | [ 32 ] |
| France 3 | 11      | 51         | Jeudi 25 juin 2020 (20 h 40-21 h)        | 1 350 000                 | 6,3 %            | 3e                     | en augmentation | [ 32 ] |
| France 3 | 11      | 52         | Vendredi 26 juin 2020 (20 h 05-20 h 40)  | 918 000                   | 4,7 %            | 3e                     | en augmentation | [ 33 ] |
| France 3 | 11      | 53         | Vendredi 26 juin 2020 (20 h 40-21 h)     | 1 350 000                 | 6,6 %            | 3e                     | en augmentation | [ 33 ] |
| France 3 | Moyenne | Moyenne    | Moyenne                                  | 846 800                   | 4,06 %           | 3e                     | en augmentation |        |
| France 3 | Moyenne | Moyenne    | Moyenne                                  | 1 276 000                 | 5,9 %            | 3e                     | en augmentation |        |
| France 3 | 12      | 56         | Lundi 29 juin 2020 (20 h 45-21 h)        | 1 470 000                 | 6,4 %            | 3e                     | en diminution   | [ 34 ] |
| France 3 | 12      | 57         | Mardi 30 juin 2020 (20 h 45-21 h)        | 1 730 000                 | 7,9 %            | 3e                     | en augmentation | [ 35 ] |
| France 3 | 12      | 58         | Mercredi 1er juillet 2020 (20 h 45-21 h) | 1 380 000                 | 6,3 %            | 3e                     | en diminution   | [ 36 ] |
| France 3 | 12      | 59         | Jeudi 2 juillet 2020 (20 h 45-21 h)      | 1 650 000                 | 7,5 %            | 3e                     | en augmentation | [ 37 ] |
| France 3 | 12      | 60         | Vendredi 3 juillet 2020 (20 h 45-21 h)   | 1 260 000                 | 6,3 %            | 3e                     | en augmentation | [ 38 ] |
| France 3 | Moyenne | Moyenne    | Moyenne                                  | 1 498 000                 | 6,88 %           | 3e                     | en augmentation |        |
| France 3 | 13      | 65         | Lundi 6 juillet 2020 (20 h 45-21 h)      | 1 200 000                 | 5,4 %            | 3e                     | en diminution   | [ 39 ] |
| France 3 | 13      | 66         | Mardi 7 juillet 2020 (20 h 45-21 h)      | 1 500 000                 | 7,3 %            | 3e                     | en augmentation | [ 40 ] |
| France 3 | 13      | 67         | Mercredi 8 juillet 2020 (20 h 45-21 h)   | 1 240 000                 | 6,2 %            | 3e                     | en diminution   | [ 41 ] |
| France 3 | 13      | 68         | Jeudi 9 juillet 2020 (20 h 45-21 h)      | 1 560 000                 | 7,7 %            | 3e                     | en augmentation | [ 42 ] |
| France 3 | 13      | 69         | Vendredi 10 juillet 2020 (20 h 45-21 h)  | 1 320 000                 | 6,8 %            | 3e                     | en diminution   | [ 43 ] |
| France 3 | Moyenne | Moyenne    | Moyenne                                  | 1 364 000                 | 6,68 %           | 3e                     | en diminution   |        |
| France 3 | 14      | 74         | Lundi 13 juillet 2020 (20 h 45-21 h)     | 1 390 000                 | 7,6 %            | 3e                     | en augmentation | [ 44 ] |
| France 3 | 14      | 75         | Mardi 14 juillet 2020 (20 h 45-21 h)     | 1 600 000                 | 7,7 %            | 3e                     | en augmentation | [ 45 ] |
| France 3 | 14      | 76         | Mercredi 15 juillet 2020 (20 h 45-21 h)  | 1 440 000                 | 6,8 %            | 3e                     | en diminution   | [ 46 ] |
| France 3 | 14      | 77         | Jeudi 16 juillet 2020 (20 h 45-21 h)     | 1 600 000                 | 7,5 %            | 3e                     | en augmentation | [ 47 ] |
| France 3 | 14      | 78         | Vendredi 17 juillet 2020 (20 h 45-21 h)  | 1 230 000                 | 8,4 %            | 3e                     | en augmentation | [ 48 ] |
| France 3 | Moyenne | Moyenne    | Moyenne                                  | 1 452 000                 | 7,6 %            | 3e                     | en augmentation |        |
| France 3 | 15      | 83         | Lundi 20 juillet 2020 (20 h 45-21 h)     | 1 260 000                 | 6,1 %            | 3e                     | en diminution   | [ 49 ] |
| France 3 | 15      | 84         | Mardi 21 juillet 2020 (20 h 45-21 h)     | 1 390 000                 | 6,9 %            | 3e                     | en augmentation | [ 50 ] |
| France 3 | 15      | 85         | Mercredi 22 juillet 2020 (20 h 45-21 h)  | 1 360 000                 | 7 %              | 3e                     | en augmentation | [ 51 ] |
| France 3 | 15      | 86         | Jeudi 23 juillet 2020 (20 h 45-21 h)     | 1 320 000                 | 6,8 %            | 3e                     | en diminution   | [ 52 ] |
| France 3 | 15      | 87         | Vendredi 24 juillet 2020 (20 h 45-21 h)  | 1 820 000                 | 9,6 %            | 3e                     | en augmentation | [ 53 ] |
| France 3 | Moyenne | Moyenne    | Moyenne                                  | 1 430 000                 | 7,28 %           | 3e                     | en diminution   |        |
| France 3 | 16      | 92         | Lundi 27 juillet 2020 (20 h 45-21 h)     | 1 380 000                 | 6,7 %            | 3e                     | en diminution   | [ 54 ] |
| France 3 | 16      | 93         | Mardi 28 juillet 2020 (20 h 45-21 h)     | 1 380 000                 | 7 %              | 3e                     | en augmentation | [ 55 ] |
| France 3 | 16      | 94         | Mercredi 29 juillet 2020 (20 h 45-21 h)  | 1 390 000                 | 7,4 %            | 3e                     | en augmentation | [ 56 ] |
| France 3 | 16      | 95         | Jeudi 30 juillet 2020 (20 h 45-21 h)     | 1 310 000                 | 7,4 %            | 3e                     | Stable          | [ 57 ] |
| France 3 | 16      | 96         | Vendredi 31 juillet 2020 (20 h 45-21 h)  | 1 910 000                 | 10,7 %           | 3e                     | en augmentation | [ 58 ] |
| France 3 | Moyenne | Moyenne    | Moyenne                                  | 1 474 000                 | 7,84 %           | 3e                     | en augmentation |        |
| France 3 | 17      | 101        | Lundi 3 août 2020 (20 h 45-21 h)         | 1 460 000                 | 7,1 %            | 3e                     | en diminution   | [ 59 ] |
| France 3 | 17      | 102        | Mardi 4 août 2020 (20 h 45-21 h)         | 1 370 000                 | 7,3 %            | 3e                     | en augmentation | [ 60 ] |
| France 3 | 17      | 103        | Mercredi 5 août 2020 (20 h 45-21 h)      | 1 270 000                 | 7 %              | 3e                     | en diminution   | [ 61 ] |
| France 3 | 17      | 104        | Jeudi 6 août 2020 (20 h 45-21 h)         | 1 200 000                 | 6,6 %            | 3e                     | en diminution   | [ 62 ] |
| France 3 | 17      | 105        | Vendredi 7 août 2020 (20 h 45-21 h)      |                           |                  |                        |                 |        |
| France 3 | Moyenne |            |                                          |                           |                  |                        |                 |        |

Légende :
- Plus hauts chiffres hebdomadaires d'audience
- Plus hauts chiffres hebdomadaires d'audience
- Meilleur score d’audience de l’émission

Téléspectateurs (en milliers) :
| Légende : 20 h 5 et Plus belle la vie / Quotidienne - 20 h 40 |

Téléspectateurs (en milliers) :
| Légende : 20 h 5 et Plus belle la vie / Quotidienne - 20 h 40 |

PDM (en %) :
| Légende : 20 h 5 et Plus belle la vie / Quotidienne - 20 h 40 |

PDM (en %) :
| Légende : 20 h 5 et Plus belle la vie / Quotidienne - 20 h 40 |